# Ferdinand von Zschinsky
Ferdinand von Zschinsky, homme politique saxon, né à Leubsdorf le 22 février 1797 et décédé le 28 octobre 1858.

## Biographie
II appartient à une famille pauvre, qui néanmoins le fait élever avec soin. Il est d'abord avocat et directeur de la juridiction patrimoniale à Leipzig ; en 1828 il est assesseur à la faculté des juristes, et en 1829 conseiller aulique et de justice de la régence royale et provinciale de Dresde. En 1835, il devient conseiller d'appel, et en 1845 vice-président du tribunal du même degré. 
Il est nommé ministre de l'Intérieur en mars 1849, ministre de la Justice et président du conseil des ministres le 2 mai suivant. 
Comme en témoignent toutes les fonctions qu'il eut à remplir, Zschinsky est un homme politique d'une grande expérience ; On lui doit un nouveau code pénal et l'introduction en Saxe de la procédure orale, qui auparavant se faisait par écrit. Il a également une grande part dans la réforme du code civil et dans la réorganisation du corps des avocats et de celui des notaires. Il meurt à Dresde le 28 octobre 1858.

## Source
« Ferdinand von Zschinsky », dans Louis-Gabriel Michaud, Biographie universelle ancienne et moderne : histoire par ordre alphabétique de la vie publique et privée de tous les hommes avec la collaboration de plus de 300 savants et littérateurs français ou étrangers, 2e édition, 1843-1865 [détail de l’édition]